# Aéroport de Kyzylorda
L’aéroport de Kyzylorda ( russe : Aэропорт Кызылорда) (code IATA : KZO • code OACI : UAOO) est un aéroport situé à 8 km de la ville de Kyzylorda, au Kazakhstan.

## Situation
| \| 100 km1:25 028 000 \| Turkestan Aktaou Aktioubé Almaty Astana Atyraw Balkhach Chimkent Jezkazgan Kökşetaw Kostanaï Kyzylorda Öskemen Ourdchar Oucharal Oural Pavlodar Petropavl Sary-Arka Semeï Taldykourgan Taraz |
| 100 km1:25 028 000 |

## Compagnies et destinations
| Compagnies | Destinations       |
| ---------- | ------------------ |
| Air Astana | Almaty, Astana     |
| Asia Wings | Karaganda, Öskemen |
| Irtysh Air | Almaty             |
| SAPSAN     | Almaty             |
| SCAT       | Aktaou, Karaganda  |